# میسا ماتسوشیما
میسا ماتسوشیما (زادهٔ ۱۹۹۱) یک افسر نیروی دفاع شخصی اهل ژاپن و اولین خلبان زن جنگنده ژاپنی است. او در واحد ۵۸ آکادمی دفاع شخصی آموزش دیده است.

## حرفه
میسا ماتسوشیما در شهر یوکوهاما، استان کاناگاوا متولد شد. از دبیرستان یوکوسوکای استان کاناگاوا فارغ‌التحصیل شد.او دربارهٔ انگیزه‌های کودکی خود می‌گوید:
من می‌خواستم کاری انجام دهم که بتوانم به مردم کمک کنم، بنابراین انتخاب کردم که به نیروهای دفاع شخصی بپیوندم و وارد دانشکده دفاع ملی شوم.
به گفته خود او یکی از انگیزه‌های او برای ورود به نیروی هوایی، مشاهده فیلم سینمایی «تاپ گان» بوده است. او در سال ۲۰۱۴ از آکادمی دفاع ملی فارغ‌التحصیل شد و به نیروی دفاع شخصی هوایی پیوست.

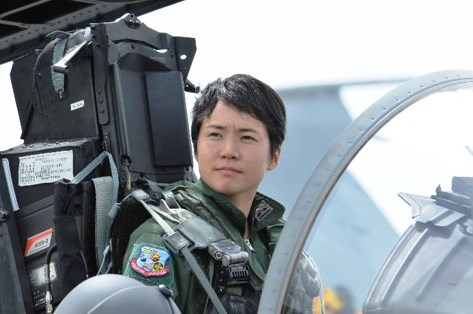
ستوان دوم ماتسوشیما در جنگنده مک‌دانل داگلاس اف-۱۵ ایگل در سال ۲۰۱۸

در سال ۱۹۹۳، نیروی هوایی ژاپن محدودیت‌ها را برای خلبانان زن در هواپیماهای ترابری و نجات لغو کرد، اما خلبانان جنگنده معمولاً در اوایل دهه ۴۰ زندگی خود به دلیل فشار فیزیکی بر روی آنها بازنشسته می‌شوند همچنین به دلیل دوری از وظیفه به دلیل بارداری و زایمان تا سال ۲۰۱۵ این محدودیت‌ها برای هواپیماهای جنگنده برداشته نشده بود. به همین دلیل، ماتسوشیما در ابتدا آرزو داشت به سمت خلبانی هواپیماهای حمل و نقل یا نجات برسد. با این حال، به منظور مقابله با کمبود آتی خلبانان جنگنده به دلیل کاهش نرخ زاد و ولد و پیری جمعیت در جامعه ژاپن، در نوامبر ۲۰۱۵، نیروی هوایی ژاپن محدودیت‌های تعیین شده برای زنان را به عنوان خلبان جنگنده لغو کرد. ماتسوشیما که آرزو داشت در دوره خلبانی جنگنده تحصیل کند، به عنوان یکی از اولین دانشجویان دختر انتخاب شد.
در تاریخ ۲۳ اوت ۲۰۱۸، مراسم تکمیل دوره ۱۰۹ خلبان جت جنگنده (F-15) نیروی هوایی آموزش پرواز در پایگاه هوایی نیوتابارو برگزار شد که به همراه پنج نیروی دفاع شخصی مرد به ماتسوشیما نیز گواهی پایان دوره اعطا شد بدین ترتیب او اولین خلبان زن جنگنده ژاپنی شد. در روز بعد یعنی بیست و چهارم، او به اسکادران ۳۰۵ بال پنجم هوایی در پایگاه هوایی نیوتابارو منتقل شد و پس از گذراندن یک سال آموزش برای کسب شرایط لازم برای اقدامات نفوذ ضدهوایی، یک مأموریت واقعی را بر عهده گرفت.